# Javier Yacuzzi
Javier Orlando Yacuzzi (San Nicolás de los Arroyos, 15 de agosto de 1979-Querétaro, 29 de mayo de 2023) fue un futbolista argentino. Jugaba de lateral izquierdo y su último equipo fue el Club Somisa de San Nicolás de los Arroyos.

## Trayectoria
Debutó en la B Nacional en el club Platense, donde solo jugó una temporada; luego pasó a la Primera B cuando se incorporó a Tigre. Siguió dos temporadas más en la B nacional (siempre en equipos diferentes) en Gimnasia de Entre Ríos y en Tiro Federal respectivamente, también jugó en el Club Atlético Y Cultural Argentino de General Pico, La Pampa.
En el 2005, pasó a la primera división al club Arsenal. El 5 de diciembre de 2007, obtuvo la Copa Sudamericana. El año siguiente se consagró campeón también con el equipo de Sarandí, de la Copa Suruga Bank 2008, convirtiéndose, por estos dos títulos, en un histórico del cuadro de Sarandí, y estando en un plantel recordado en la historia.
La temporada 2010-11 lo encontró jugando para los Xolos de Tijuana.
Tras comenzar 2012, jugando para Club Atlético Huracán, a mediados de año llegó a Rosario Central para reforzar el equipo que militaba en el Nacional B, torneo del que se coronó campeón anteriormente con Tiro Federal.
En el 2013, se sumó a Defensa y Justicia. Se mantuvo en el club de Florencio Varela hasta el 2016.

## Muerte
Javier Yacuzzi contrajo histoplasmosis durante su estadía en México que provocó su fallecimiento el 29 de mayo de 2023, a los 43 años.

## Clubes
| Club                         | País      | Año     |
| ---------------------------- | --------- | ------- |
| Platense                     | Argentina | 2001-02 |
| Tigre                        | Argentina | 2002-03 |
| Gimnasia y Esgrima (CdU)     | Argentina | 2003-04 |
| Tiro Federal                 | Argentina | 2004-05 |
| Arsenal de Sarandí           | Argentina | 2005-10 |
| Tijuana                      | México    | 2010-11 |
| Huracán                      | Argentina | 2012    |
| Rosario Central              | Argentina | 2012-13 |
| Defensa y Justicia           | Argentina | 2013-16 |
| General Rojo Unión Deportiva | Argentina | 2016    |
| Matienzo (Villa Ramallo)     | Argentina | 2017    |
| Club Somisa (San Nicolás)    | Argentina | 2018    |

## Palmarés

### Campeonatos nacionales
| Título              | Club            | País      | Año       |
| ------------------- | --------------- | --------- | --------- |
| Primera B Nacional  | Tiro Federal    | Argentina | 2004-05   |
| Primera B Nacional  | Rosario Central | Argentina | 2012-13   |
| Primera 'A' Ascenso | Tijuana         | 🇲🇽 México | 2010-2011 |

### Copas internacionales
| Título            | Club    | Sede       | Año  |
| ----------------- | ------- | ---------- | ---- |
| Copa Sudamericana | Arsenal | Avellaneda | 2007 |
| Copa Suruga Bank  | Arsenal | Osaka      | 2008 |